# لسلی براون
لسلی براون (انگلیسی: Leslie Browne؛ زادهٔ ۲۹ ژوئن ۱۹۵۷) یک هنرپیشه اهل ایالات متحده آمریکا است.